# بيستريكا (بيتولا)
بيستريكا (Бистрица) هي مدينة في مقاطعة بيتولا في جمهورية مقدونيا.
يبلغ عدد سكانها حوالي 4,517 نسمة.